# Ciutadella de Feldioara
La Ciutadella de Feldioara es troba a la comuna Feldioara, comtat de Brasov, va ser construïda al segle xiii, convertint-se en la fortificació més important aixecada pels cavallers teutònics a Transsilvània. La fortalesa és un monument històric, amb codi LMI BV-II-aA-11695 (identificació associada a la «llista de monuments històrics de Romania»). Fins al 2013, la fortalesa va ser una ruïna. Es va restaurar completament entre el 2013 i el 2017.

## Ciutat
A la riba esquerra del riu Olt hi ha el poble de Feldioara, a 17 km al nord de la ciutat de Brasov. Segons les investigacions arqueològiques, el territori ha estat habitat des del Neolític, passant per l'edat del bronze i la dominació romana que va deixar importants jaciments de ceràmica, cristalleria o objectes d'or, a més d'un tresor de 21 monedes romanes. El descobriment de cinc barres d'or datades entre el 402 i el 408 va portar a la hipòtesi del seu ús com a homenatge a les poblacions migrants d'aquells temps, probablement huns.
El nom de la localitat en hongarès és "Föld-Vár ", que significa "fortalesa de la terra", i en alemany Marienburg amb el significat de "Fortalesa de Maria". La Mare de Déu va ser la patrona de l'Orde dels Cavallers Teutònics, sent la fortalesa de Feldioara la fortificació més important construïda per ells a Țara Bârsei. La construcció d'aquesta fortalesa es va produir després de la concessió als cavallers teutònics per part d'Andreu II del dret a establir-se en aquesta zona i la població de "terra deserta et habitata" per tal de defensar els territoris de la corona hongaresa de les freqüents incursions dels cumans. El controvertit terme "habitant" pren la idea d'un territori desolat i deshabitat, contradit per proves arqueològiques que confirmen l'existència d'un cementiri saxó al poble, datat ja a mitjan segle XII, període conegut com la primera onada de saxons per colonitzar a Transsilvània.
Com a resultat, els teutons es van establir a "Terra Borza" (Țara Bârsei), tenint inicialment només el dret de construir fortificacions de fusta i terra. Com a Europa occidental, aquestes fortificacions ja eren una cosa del passat i com que probablement van construir la fortificació directament a partir de pedra, el 1222 Andreu II va concedir a l'ordre teutònica el dret de construir "castra et urbes lapideas". Mentre els cavallers estenien els seus territoris controlats a la terra de Brodniks cap al nord i feien incursions al sud fins al Danubi, el rei d'Hongria, preocupat per la possibilitat de crear un estat a l'estat, va entrar amb els seus exèrcits el 1225 i els va expulsar de Țara Bârsei. Una escriptura papal esmenta que els teutons van construir "cum multa labore... quinnquie castra fortia".

## Fortalesa de Feldioara

### La fortalesa teutònica
La ciutadella és una de les fortaleses construïdes pels teutons, després de la seva sortida, es deia "Sanctae Mariae" i es va construir en un turó de Feldioara, sent envoltada per tres costats pel riu Homorod. L'experiència dels constructors teutònics acumulada a Terra Santa i a Àsia Menor va portar a les terres de Transsilvània tècniques i solucions constructives trobades als grans castells de croada de Tyr, Crac des Chevaliers i Ascalon. De l'antiga fortalesa teutònica encara només es conserva un vestigi de muralla de pedra al nord-oest. Aquesta paret va resultar totalment diferent quant a la tècnica constructiva a la resta del conjunt. A la seva base es van col·locar grans còdols sobre els quals es va erigir una paret de còdols lligats amb morter de bona qualitat. Segons dades topomètriques, sembla que la fortalesa estava envoltada per un nou recinte, el segon, dins del qual hi havia una capella, una "casa del cavaller" i un hospital, la casa del cavaller actuava com a refectori, a la planta baixa, menjador habitació, magatzem, pis de dalt i dormitori a la planta superior. Amb motiu de les incursions realitzades pels tàrtars el 1241, tant la capella com els altres edificis van ser destruïts. A les ruïnes de la fortificació, els cistercencs que controlaven la ciutat per un ordre donat per Bela IV, van construir l'església actual. La capella romànica dels cavallers teutònics probablement s'incorpora al cor gòtic i a les ruïnes de la casa del cavaller que formen part dels fonaments de la basílica.

### La fortalesa camperola
A les ruïnes de la fortalesa que es poden veure avui al turó, amb prou feines hi ha rastres visibles de la presència dels cavallers teutònics. Les torres i cortines al principi foren construïdes per la comunitat saxona deixada després de la seva sortida, però no es pot especificar el període exacte. Després de la gran invasió mongola que va causar grans danys a Transsilvània, es va produir una autèntica efervescència en la construcció i construcció de noves fortificacions. Com que la fortalesa de Feldioara estava pràcticament destruïda, els habitants locals la van reconstruir amb un recinte ovalat, segons la forma de l'altiplà, fent la seva entrada pel sud, erigint torres de defensa, avui només es pot veure l'occidental.
Les torres disposaven de nivells separats per andanes, que es comunicaven mitjançant escales de fusta. Se suposa que la torre oriental estava proveïda de plataformes però que tenia una volta semicilíndrica. De la torre sud només es conserven els elements de la base. La cortina té una alçada de 6 a 7 metres, al mig dels quals es poden veure els forats en què es fixaven les bigues de les consoles que sostenien la carretera de guarda. A la part sud encara hi ha petites illes i a l'oest del teló hi ha una font amb una profunditat d'uns 70 metres.

Es pot haver fet una restauració de la fortificació després del 1420, determinada per l'existència d'un document del 1439 que menciona que els habitants de Feldioara van fortificar un "castrum" per tal de defensar les seves propietats. Així, en temps de Sigismund de Luxemburg, la fortalesa de Feldioara era pagesa i la localitat va rebre el dret, gràcies a ella, a ser ciutat.

Les ruïnes de la fortalesa existents fins al 2013
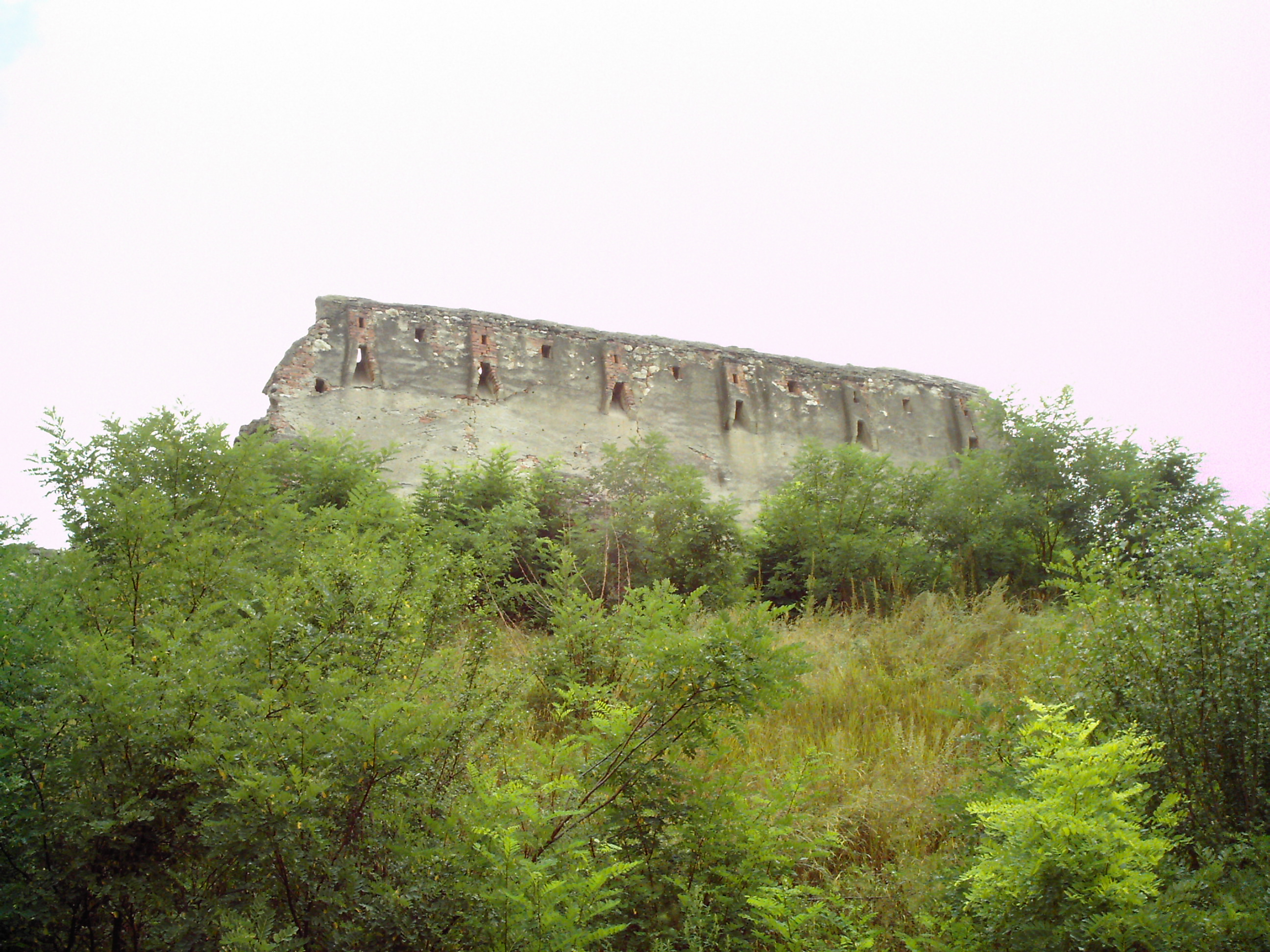
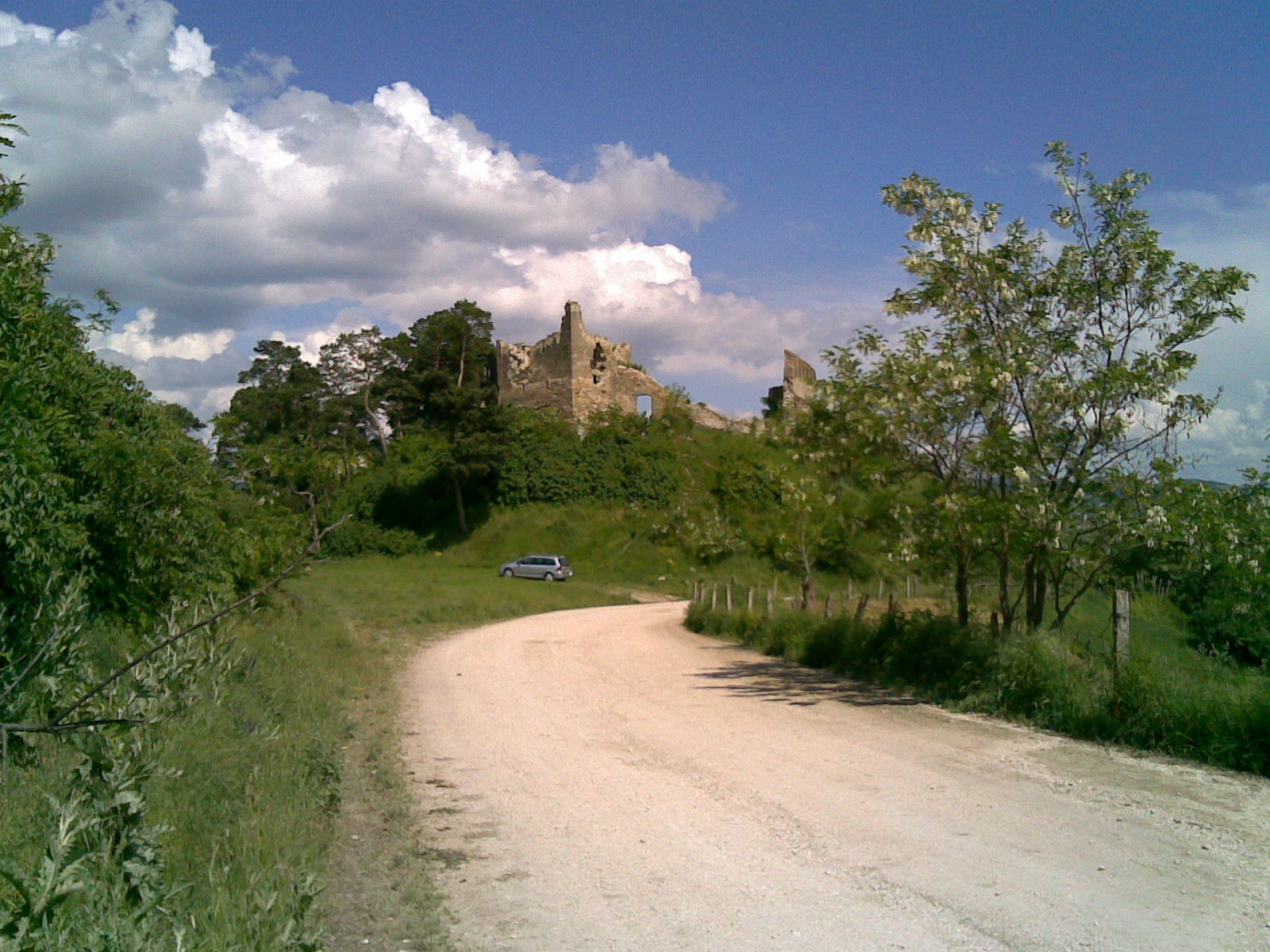
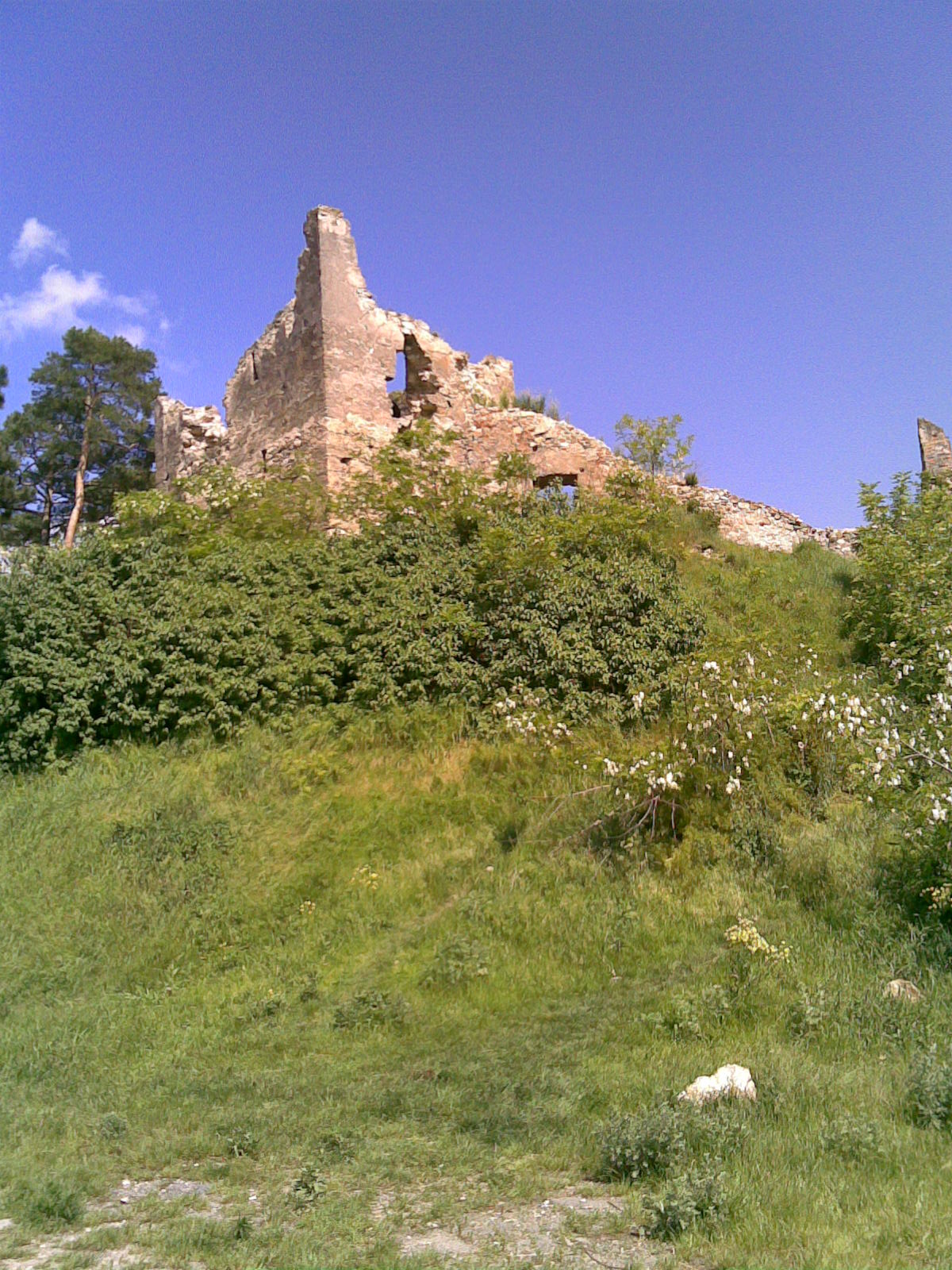
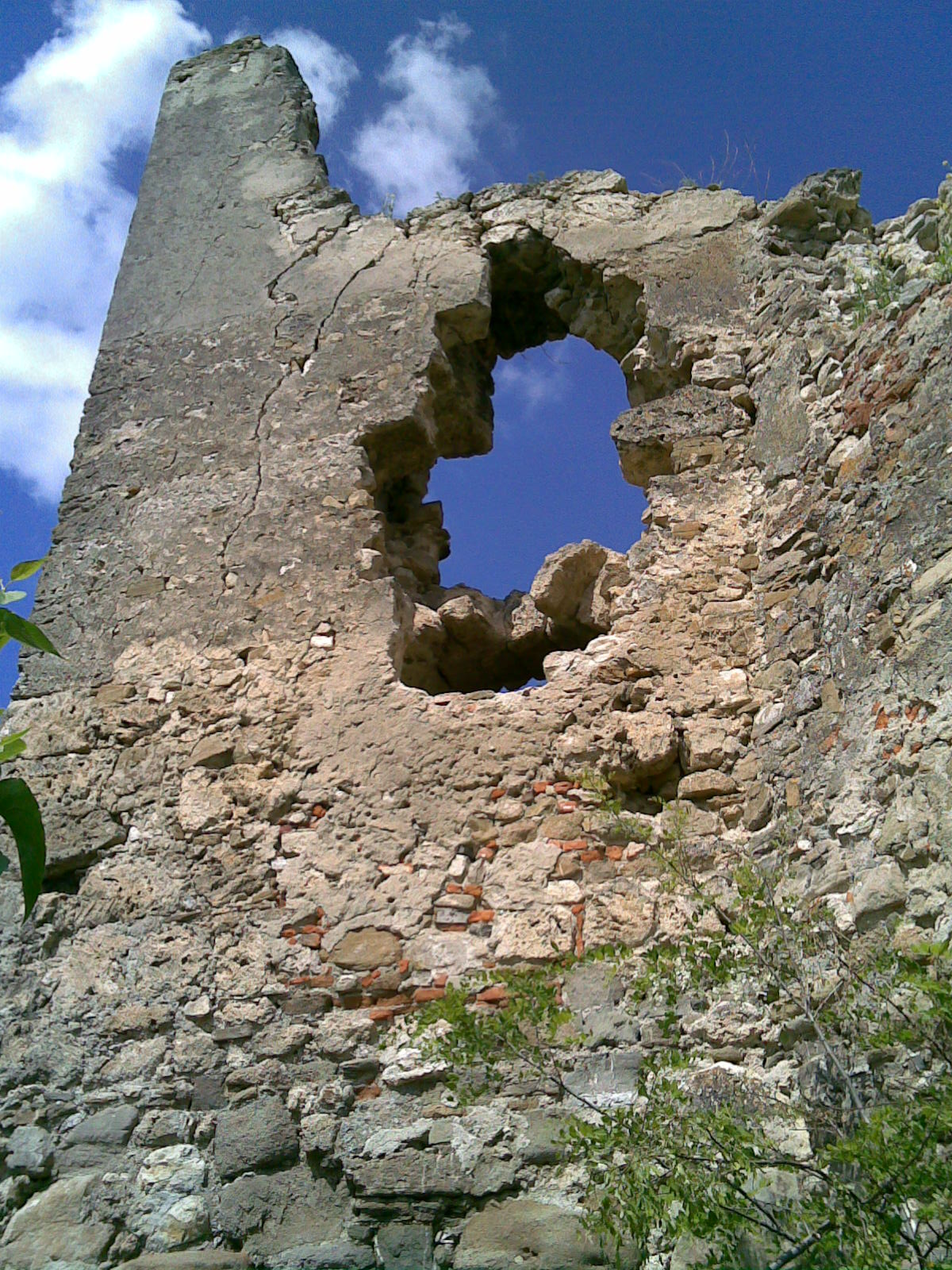
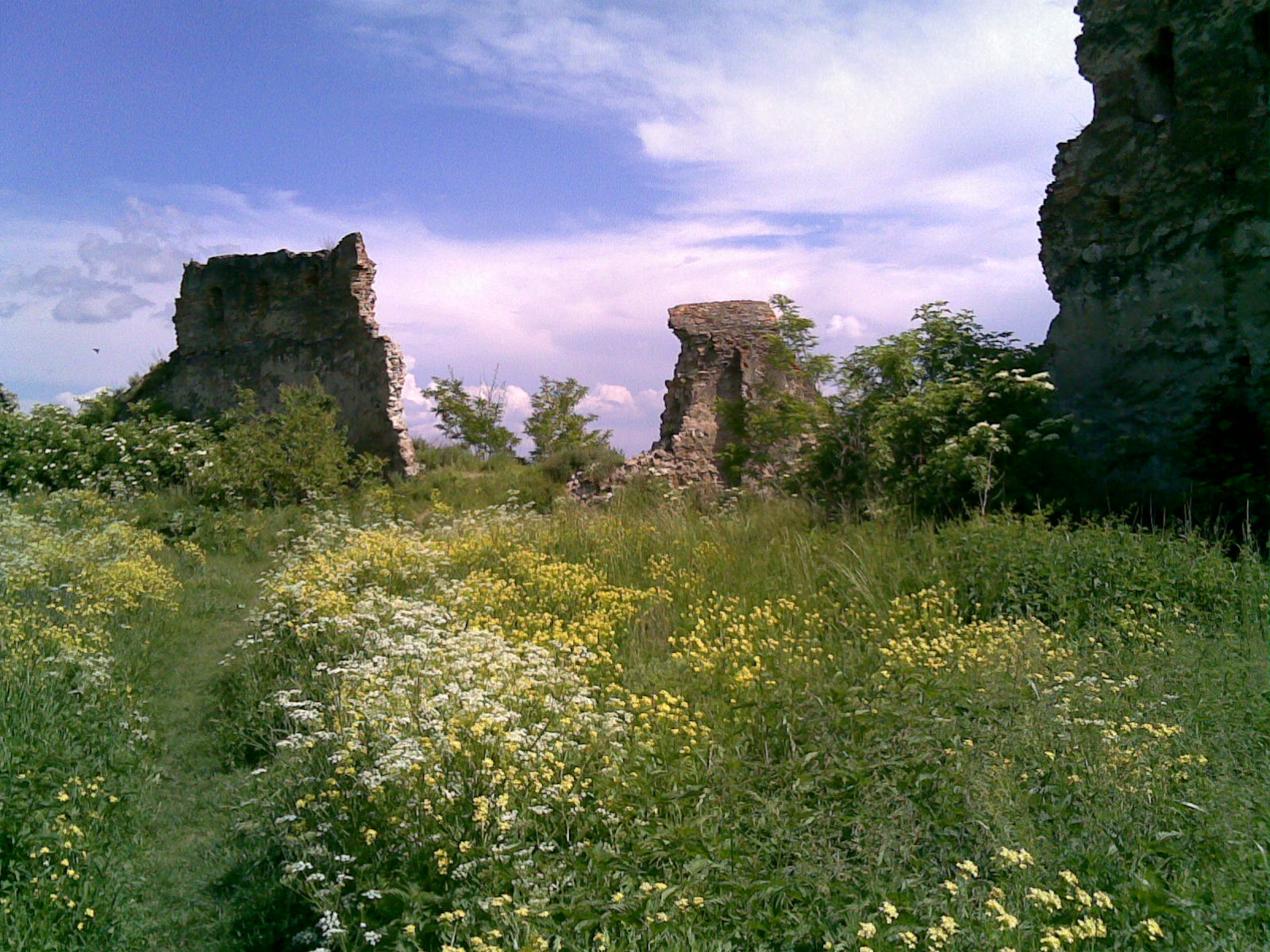
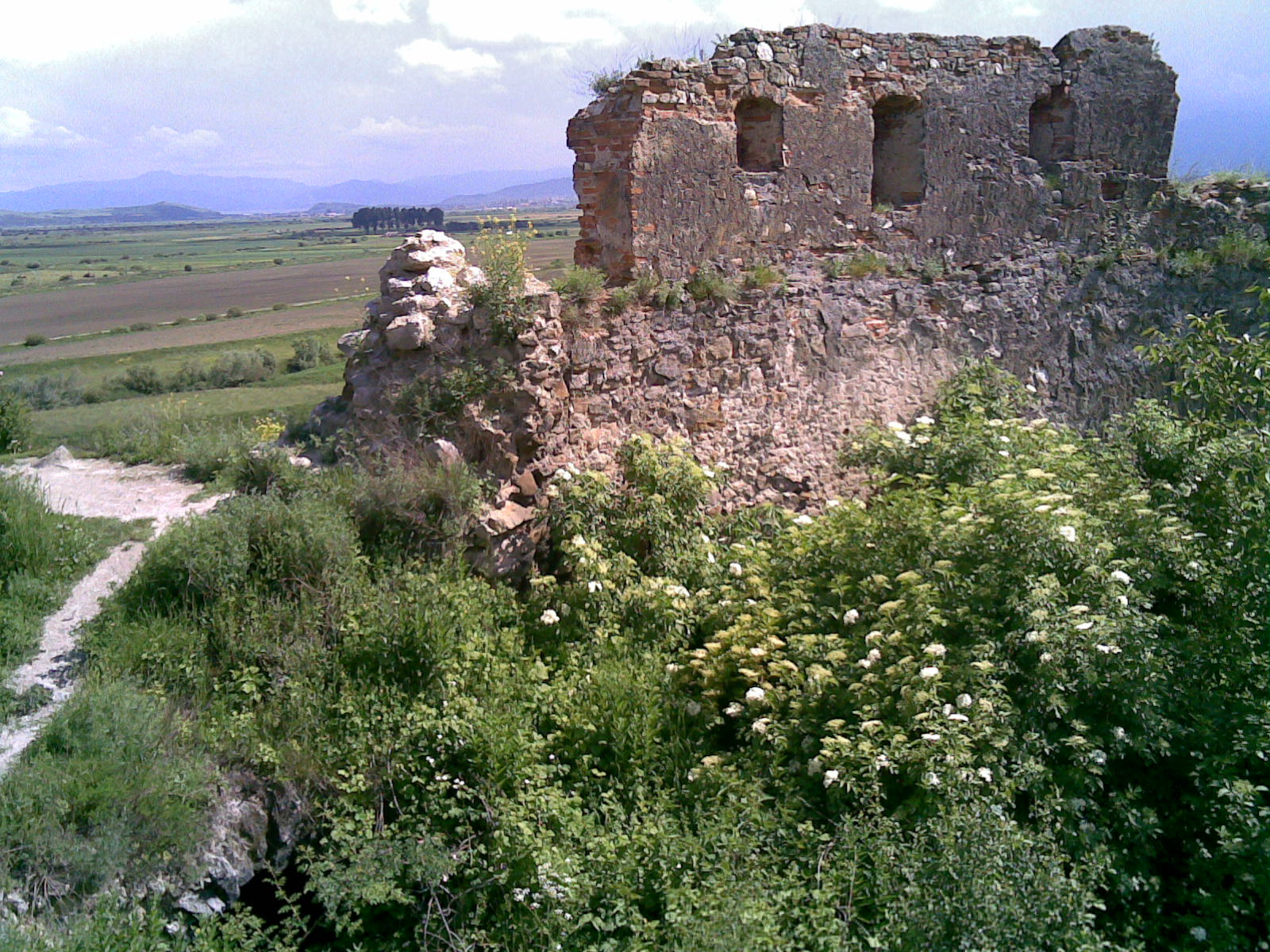
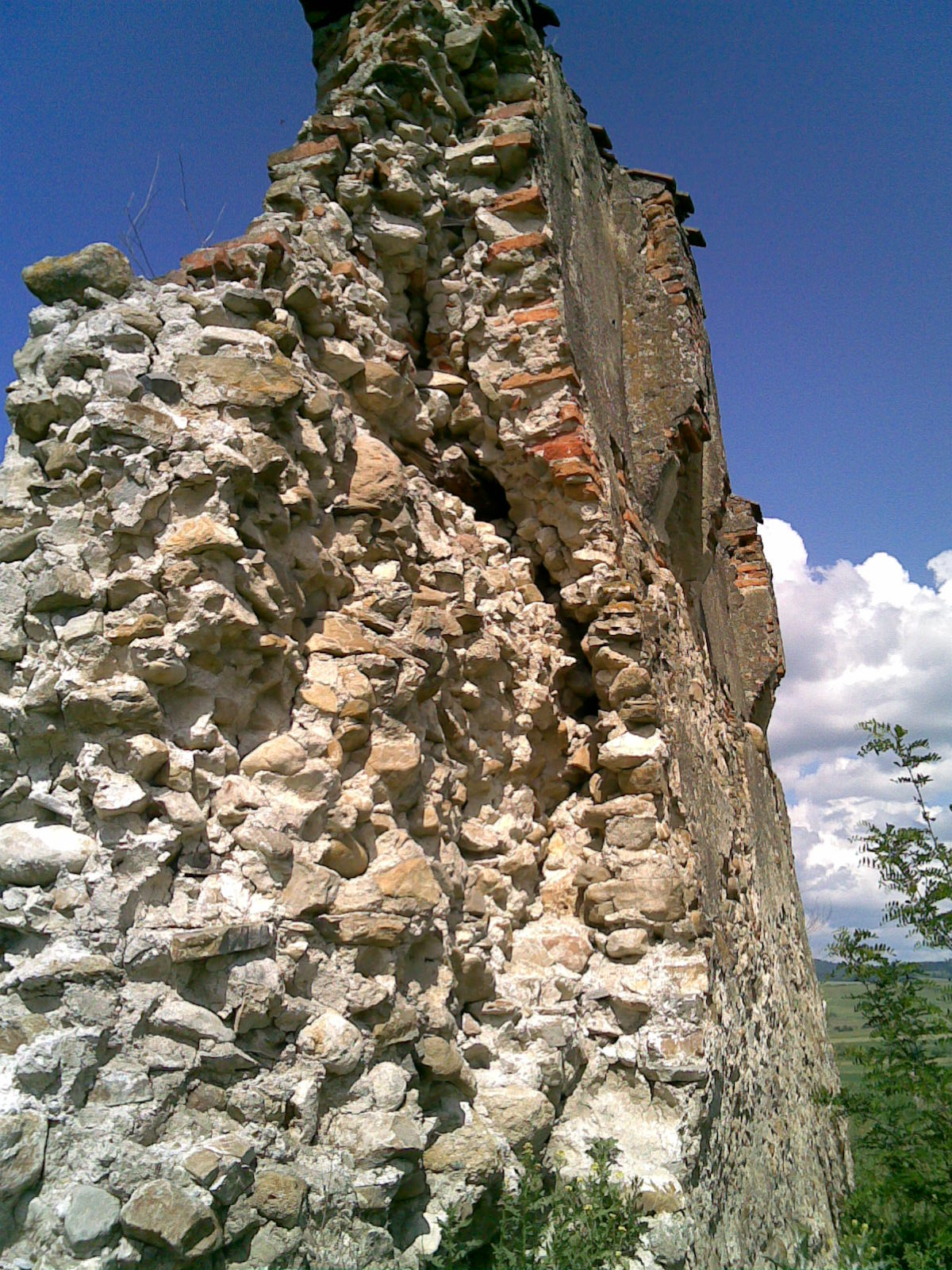
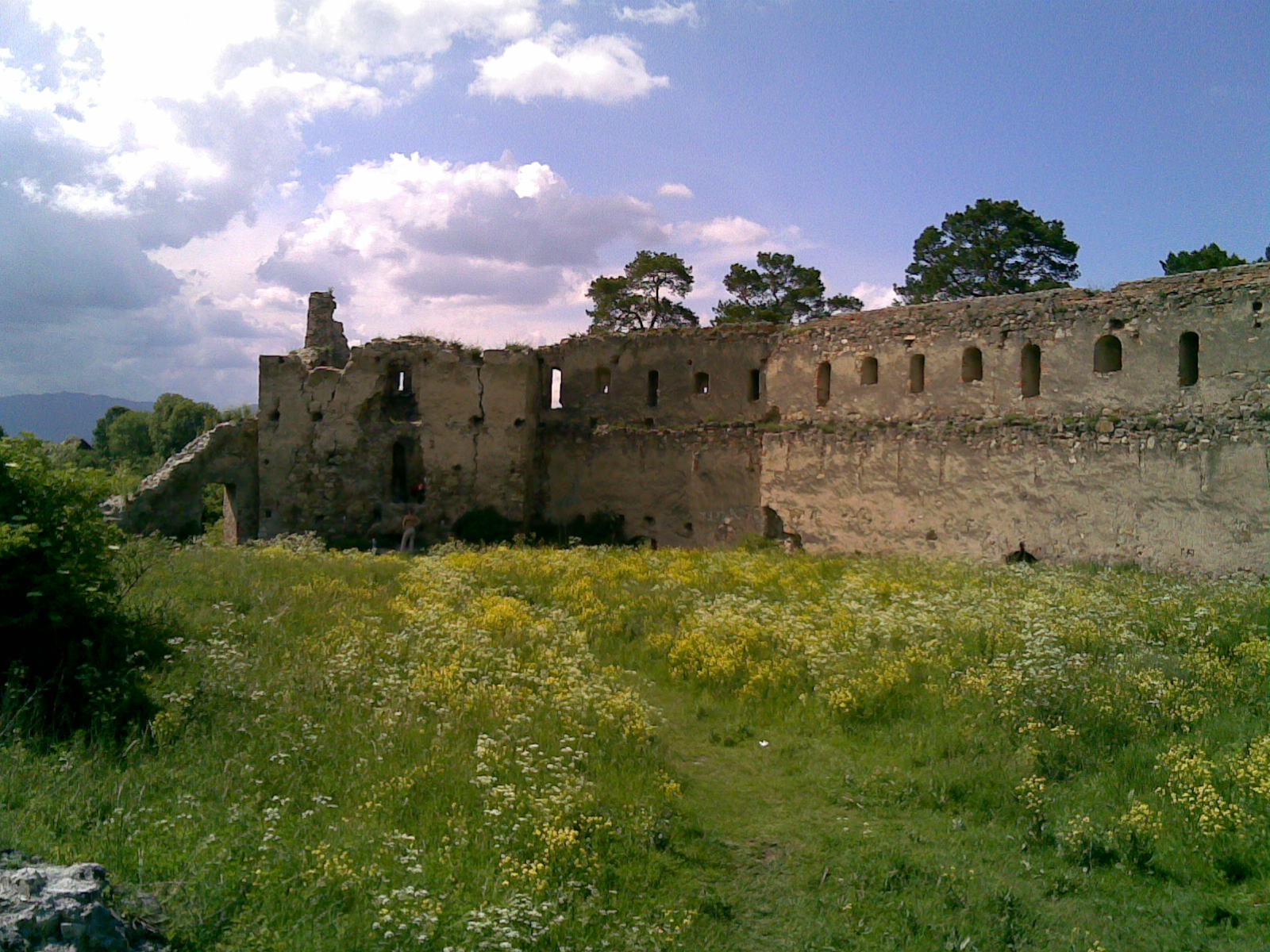
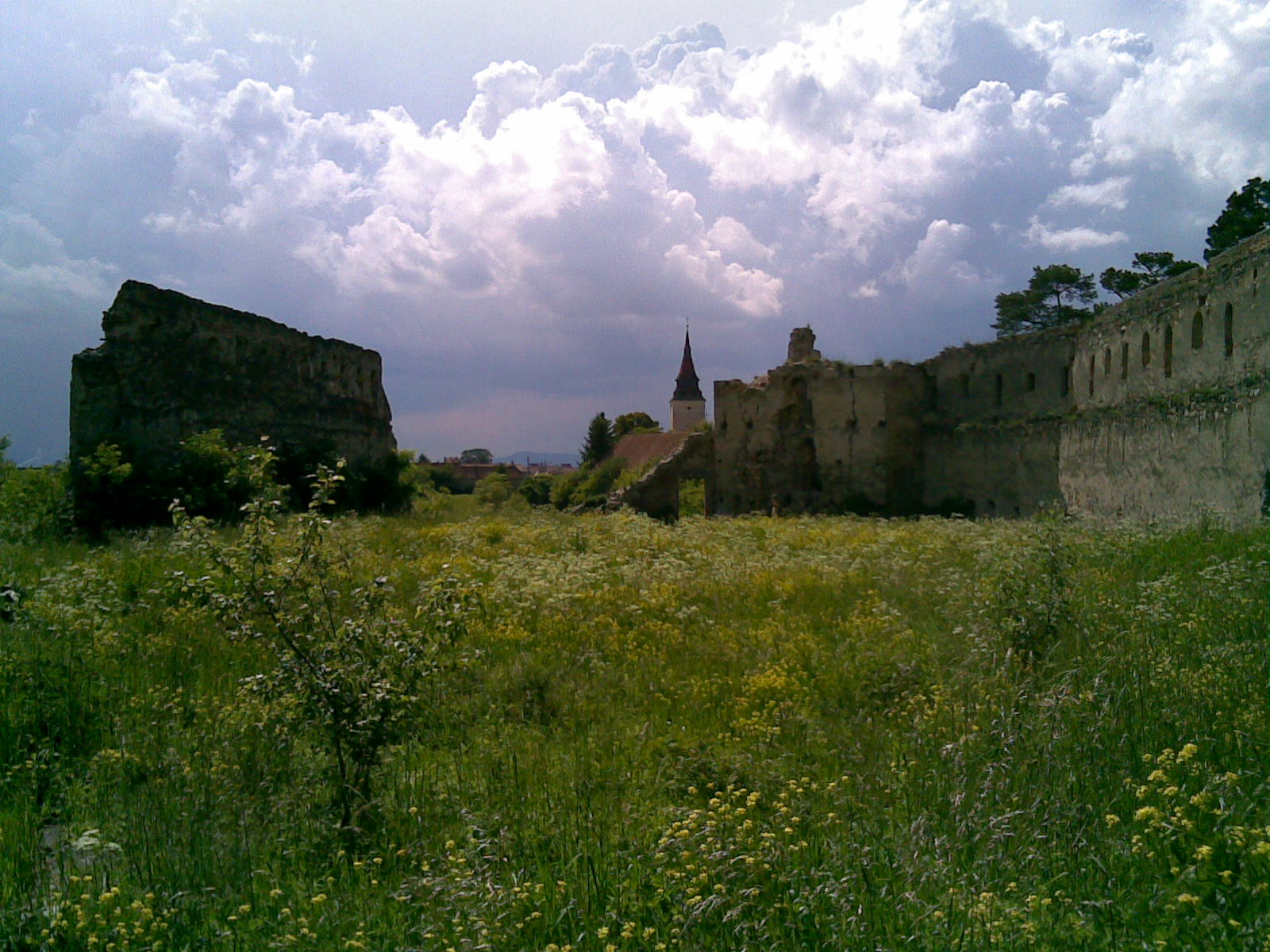
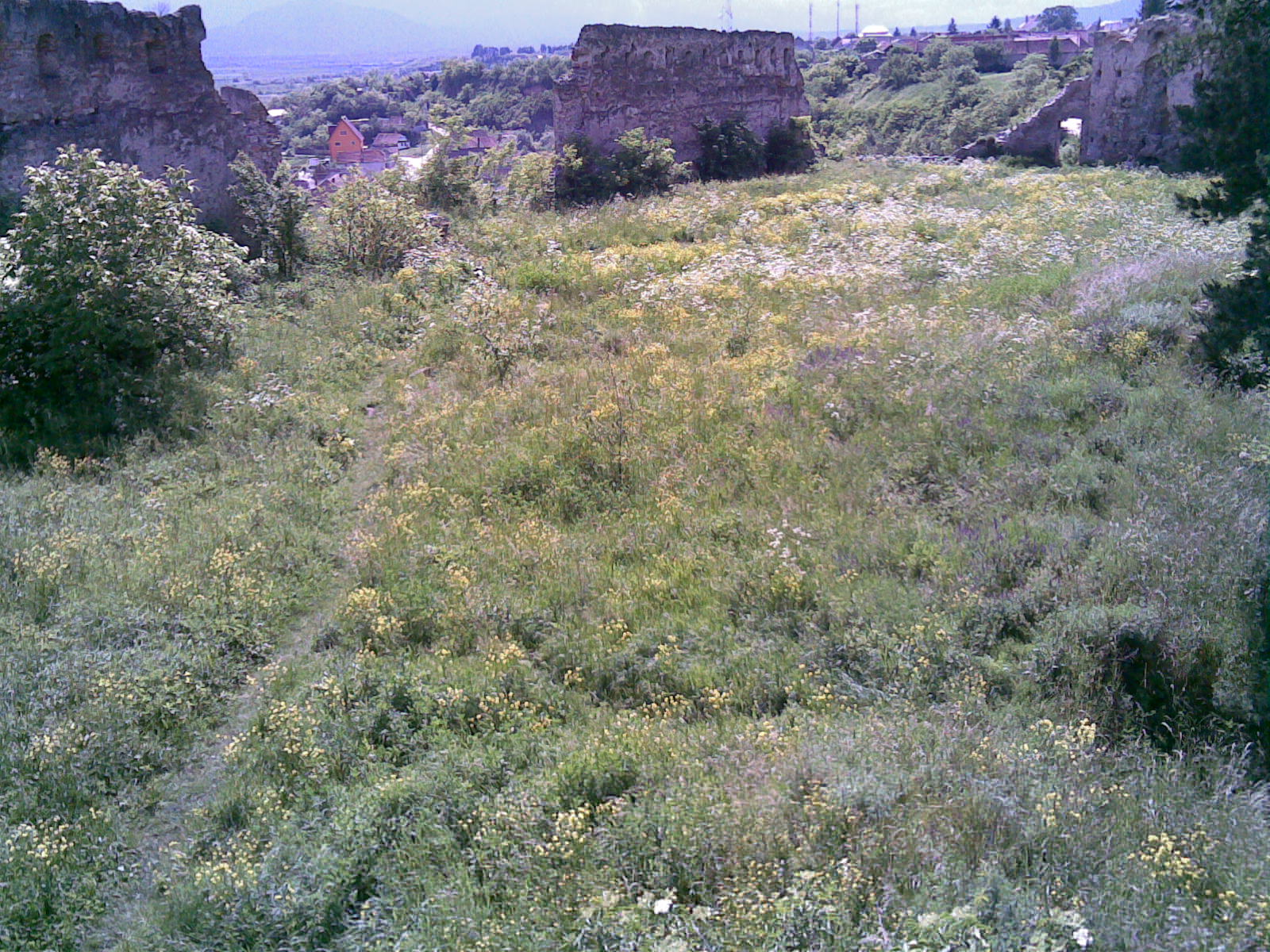
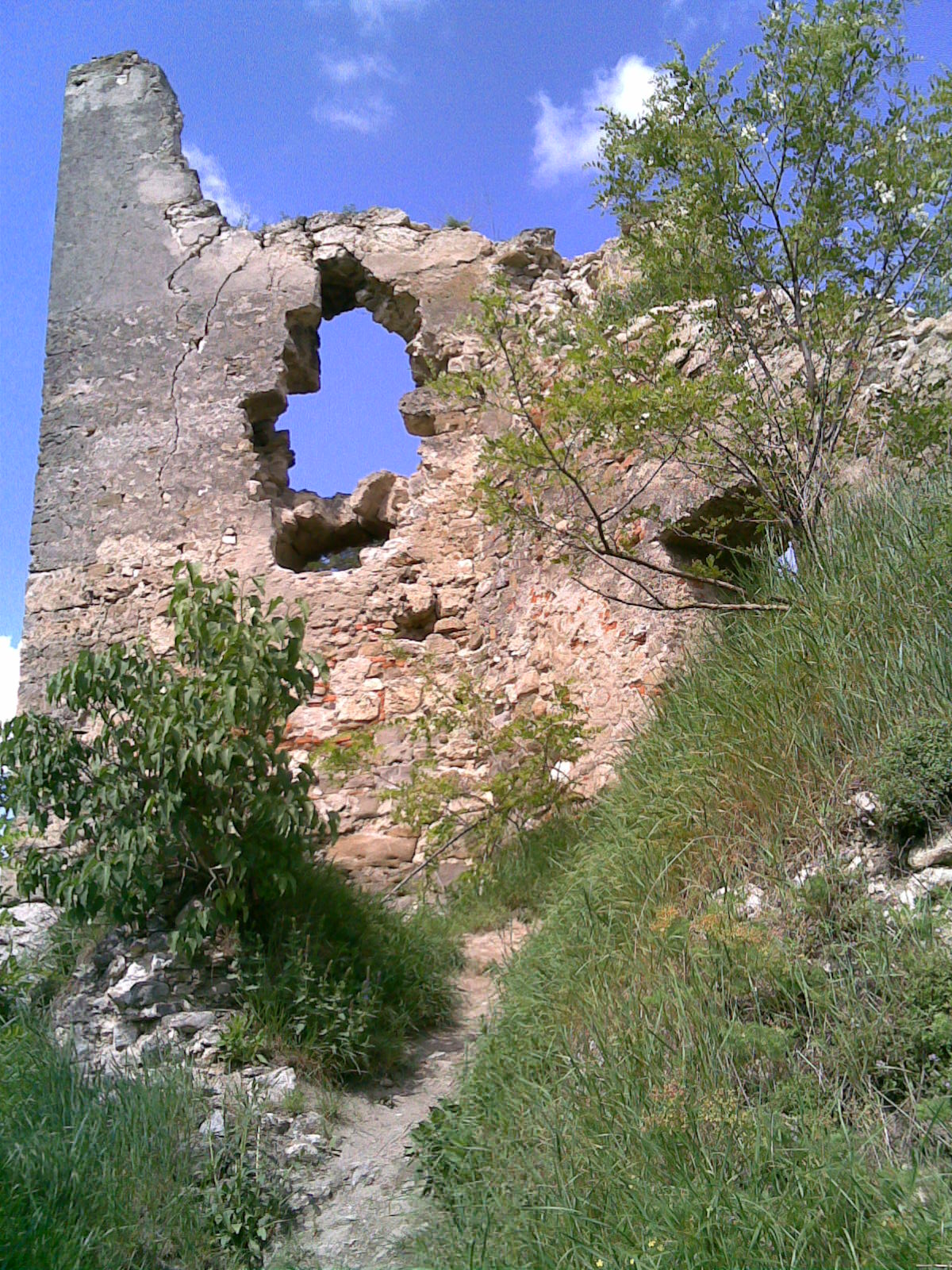

La fortalesa va ser destruïda el 1430 pels turcs i per Vlad Țepeș a la campanya de 1457, els habitants la van reconstruir el mateix any. El mur del recinte del costat sud va ser probablement destruït després de la batalla de Feldioara per les tropes de Petru Rareș a través del vornic Nicoară Grozav. La maçoneria de la torre al nord està inscrita el 1657, però no se sap si la inscripció es deu a la construcció de la torre o a una renovació de la mateixa.

### Restauració de la fortalesa 2013-2017
El projecte de restauració es va iniciar el 2012, any en què es van preparar els estudis de viabilitat i disseny de les obres. El 2013, el Consell Comarcal de Brașov va assumir a l'Ajuntament de Feldioara l'administració de les obres de restauració de la fortalesa, un projecte iniciat per l'alcaldia també aquell mateix any. El Consell Comarcal de Brașov va finançar tot el projecte de restauració. Les despeses de restauració van ascendir a 12.379.295,67 lei, estimant-se tota la inversió al començament de les obres en vint-i-tres milions de lei. SC va adjudicar la subhasta per un import de 15.362.951,61 lei a Euras SRL de Satu Mare. Segons altres fonts, el valor de la inversió es va estimar el gener del 2017 en 10,5 milions de lei en comparació amb els 15,3 milions adjudicats a l'obra el 2013. Les obres de restauració de la fortalesa van començar el març del 2013. Altres fonts van esmentar al març del 2017 que el valor total de la inversió va assolir la quantitat de 13,8 milions de lei, per a la finalització de les obres es necessiten altres 30.000 lei.

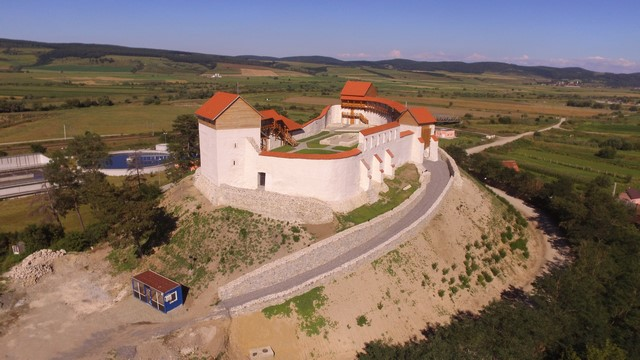
Fortalesa de Feldioara restaurada - 2013 - 2017

Tot el projecte va proporcionar, a més de la restauració de les muralles de la fortalesa, una investigació en profunditat de caràcter arqueològic a tot el jaciment. La investigació va ser dirigida i organitzada per l'arqueòloga Daniela Marcu-Istrate. Com a resultat, es va descobrir que el jaciment arqueològic estava habitat fa milers d'anys. S'han descobert diversos artefactes ben conservats del Neolític (cultura Cucuteni), geto-daci i medieval. Tots els artefactes seran capitalitzats en un futur arranjament museístic.
S'han restaurat totes les parets del recinte i totes les torres del nord, sud, est, oest, així com el mur de protecció Zwinger. Totes les fortificacions originals, de l'època dels teutons, s'han conservat completament. Marcant a la planta baixa, al pati interior es van destacar les restes de la capella i del monestir cistercenc. La font, que té uns 70 metres de profunditat, es va reconstruir i es va disposar una zona de mirador sobre Ţara Bârsei, situada a la paret de la guàrdia. A causa del fet que no es coneixia completament la forma de la fortalesa, només es van reconstruir les muralles i les torres sobre les quals quedava informació històrica sobre com semblaven en el passat. Les subvencions, les injeccions i les obres de consolidació es van realitzar paral·lelament a altres formes de conservació per a la maçoneria antiga. Per a les injeccions que es van fer a la maçoneria i en la restauració de les superfícies degradades dels guixos, es va utilitzar una calç hidràulica especial que conté matèria primera extreta de les Dolomites, certificada NHL5, importada d'Itàlia. Segons l'enginyer Alexandru Stoica, coordinador de les obres:
"... I per la pedra que fem servir, vam anar a diverses fosses de grava en un radi de 100 km per trobar una pedra el més a prop possible de la històrica. A més, el camí de guàrdia de la fortalesa es construirà amb fusta d'avet tal com era originalment. Vam trobar la fortalesa en una fase avançada de degradació. Després de les obres i excavacions, es van descobrir vestigis al perímetre de la fortificació sobre els quals no hi havia informació. Les obres de restauració són complexes, s'executen amb riscos elevats però també amb certa por, perquè les parets són fràgils i no se sap quan s'ensorraran. Quan comenci a nevar, les obres s'aturaran fins a la primavera. Fins ara, el projecte ha dut a terme excavacions amb vigilància arqueològica, juntament amb investigacions a aquest efecte, treballs de suport a elements degradats i enderroc de maçoneria degradada".
La reconstrucció seguida de l'ús de fusta, maó "...feta per encàrrec a la fàbrica de Sighișoara segons el model d'aquella a partir de la qual s'havien construït les parets de la Ciutadella", cobertes de pedra i teula ceràmica. En conjunt, el projecte pretenia actualitzar la forma que tenia la fortalesa al segle XVII, quan es va arrebossar la fortalesa. Per eliminar la confusió que es pogués produir entre les parets restaurades i les originals, els restauradors van utilitzar la fusta com a material.

Fortalesa de Feldioara després de la restauració del 2013-2017
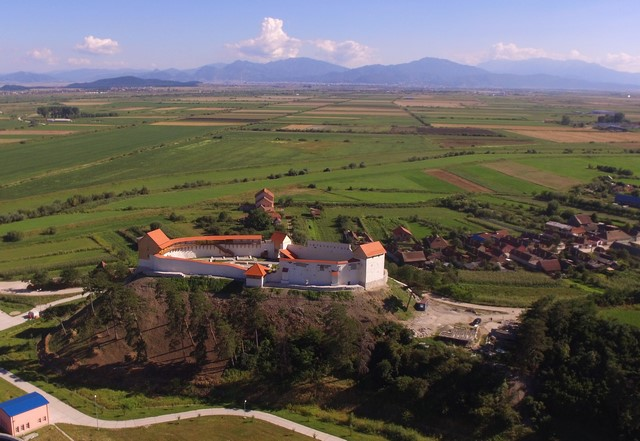
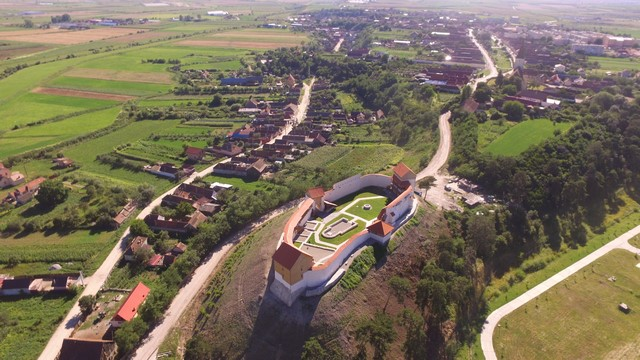
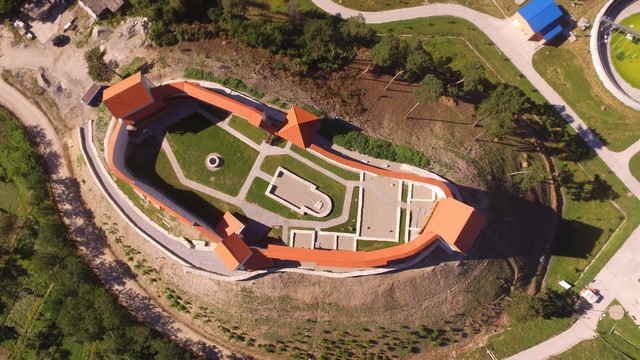
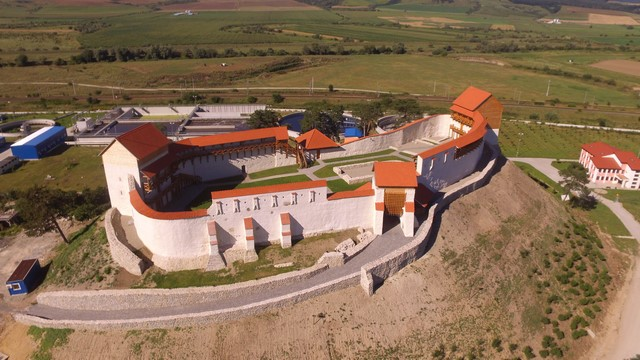

Segons les estimacions del març de 2017, la fortalesa de Feldioara s'havia de reobrir a finals de juny de 2017, gairebé quatre anys després de l'inici de les obres de restauració. La recepció de l'obra va tenir lloc el juliol del 2017 i l'accés del públic és gratuït des del setembre del 2017.

### Esdeveniments culturals
- A partir del 2017, a la fortalesa de Feldioara s'organitzarà el festival “Rose from the Citadel”.[11][8]